# 서홍준
서홍준(徐弘準, 1985년 3월 19일 ~ )은 전 KBO 리그 삼성 라이온즈의 투수이다. 당시 등번호는 49번이다.

## 출신학교
- 강릉고등학교